# فواز طوقان
فواز طوقان مفكر وشاعر وكاتب وسياسي وباحث وأكاديمي عربي ولد في نابلس عام 1940 لإحدى العائلات الفلسطينية العريقة.

## نشأته ودراسته
ولد د. فواز طوقان في 6 أيلول 1940 في نابلس في بيت يملؤه العلم والأدب والشعر والسياسة. فوالده رئيس الوزراء الأردني الأسبق أحمد طوقان وأعمامه شاعر فلسطين إبراهيم طوقان والعلامة قدري طوقان وعمته الشاعرة فدوى طوقان.
تنقل خلال نشأته بين نابلس وطولكرم حيث كان والده مديراً لمدرسة خضوري الزراعية وعمّان وبيروت. أنهى دراسته الثانوية في بيروت.

### دراسته
- دكتوراه في لغات وحضارات الشرق الأدنى، جامعة يال في الولايات المتحدة الأمريكية، 1968.
- ماجستير في لغات وحضارات الشرق الأدنى، جامعة يال في الولايات المتحدة الأمريكية، 1966.
- بكالوريوس في الأدب العربي، الجامعة الأميركية في بيروت، لبنان، 1963.
- الثانوية العامة، انترناشونال كولدج، بيروت - لبنان، 1958.

## سيرته المهنية
د. فواز طوقان يعمل منذ 2005 كأستاذ للأدب العربي وتاريخ الحضارة الإسلامية في الجامعة الأميركية في بيروت.
عمل مساعد تدريس في جامعة يال الأمريكية 1964-1967 وأستاذاً مساعداً في جامعة ميناسوتا 1967-1969، وأستاذاً مساعداً ثم مشاركاً، فأستاذاً في الجامعة الأردنية 1969-1995، وأستاذاً في جامعة الزيتونة الأردنية 1995-1997، وأستاذاً للغة العربية وتاريخ الحضارة في جامعة البحرين 1997-1998، وأستاذاً للغة العربية والإعلام في جامعة البحرين 1999-2003. وأستاذا زائرا في الجامعة الأميركية في بيروت 2004-2005. وقد عمل مديراً للعلاقات الثقافية والعامة في الجامعة الأردنية، ومديراً لمكتبة الجامعة الأردنية خلال عام 1988.
كما وشغل منصب وزير التنمية الاجتماعية 1988-1998.
سبق أن كتب د. فواز طوقان في مجلات عربية منها (الفيصل السعودية)، وهو عضو مؤسس في رابطة الكتاب الأردنيين وجمعية المترجمين، وجمعية محبي الخط العربي، وجمعية الدراسات الأردنية، والجمعية الملكية لحماية البيئة، والجمعية الأمريكية الاستشراقية وترأس تحرير عدد من الصفحات الثقافية في الرأي والأخبار، كما ترأس تحرير مجلة الرابطة الثقافية، وله في الإذاعة والتلفزيون ما يزيد عن مائتي برنامج في الثقافة والإبداع والوثائقيات.

## الجوائز الحائز عليها
- جائزة أفضل نص عن مسلسلة وثائقية تلفزيونية في 13 حلقة بعنوان الفن الإسلامي في مؤتمر اتحاد الإذاعات العربية عام 1974.
- الجائزة الأولى في مجال الشعر في مسابقة جوائز الأدب الفلسطيني التي نظمتها المنظمة العربية للتربية والثقافة والعلوم عام 1977.
- جائزة الدولة التقديرية في الشعر عام 1978.
- ميدالية المهرجان الثاني للأفلام الوثائقية عن القضية الفلسطينية في بغداد عام 1980.
- الجائزة الأولى لأفضل فيلم وثائقي عن التاريخ والآثار الإسلامية باللغة العربية وكذلك بالإنجليزية في مهرجان لآثار الإسلامية الذي نظمته المنظمة العربية للتربية والثقافة والعلوم في صنعاء عام 1979.

## مؤلفاته وأعماله

### كتب
- ثورة الفلك والتنجيم في الشعر العباسي (قيد الطبع)
- أسرار تأسيس الرابطة القلمية وعلاقة أعضائها بالفكر الاشتراكي، بيروت، دار الطليعة للطباعة والنشر، 2005.
- فدوى طوقان: مختارات شعرية (ترجمة وتقديم)، عمان، نسيج، 2005.
- Svensk-Arabiskt Lexikon (قاموس سويدي-عربي) جمع نائل يوسف طوقان، ستوكهولم، Lexin: spraklexikon for invandrare، 1999
- الفن العربي الإسلامي المبكر، عمان، الدار المتحدة للنشر، 1995.
- ترجمة للعربية: (المسيحية في العالم العربي/ تأليف الأمير الحسن بن طلال، لندن، لونغمان، 1993: أعاد صياغته بالعربية ليتناسب والقارئ العربي غير المتبحر بالإلاهيات المسيحية)، عمان/لندن، مكتبة عمان ولونغمان، 1994.
- الشعر في جرش (تقديم وتحرير) عمان، شقير وعكشة، 1987.
- الصورة الشعرية عند عبد المنعم الرفاعي (نقد) عمان، شقير وعكشة، 1987.
- الاستعمار الصهيوني للأرض الفلسطينية: المستوطنات 1870-1967، عمان، شقير وعكشة، 1986.
- الحركة الشعرية في الأردن 1948-1977، عمان، شقير وعكشة، 1985.
- العصامي (سيرة حياة عبد الحميد شومان)، بيروت المؤسسة العربية للدراسات والنشر، 1982.
- الحائر: بحوث في القصور الأموية في البادية، عمان، منشورات وزارة الثقافة، 1979.
- تاريخ الأردن المصور، عمان: وزارة الثقافة، 1977.
- محمود درويش: مختارات شعرية (ترجمة وتحرير) مع ايان ودي، لندن، دار كاركانيت برس، 1973.

### شعر
- فواز طوقان: مختارات شعرية، عمان، منشورات وزارة الثقافة، 2004.
- غداً نفتح المدينة، عمان، د.ن.، 1989.
- انقذوا البحر، عمان، دار الشعب، 1983.
- البحيرة (ست محاولات لرسم الغروب)، عمان، مكتبة عمان، 1979.
- فيم الدوار؟، عمان، مكتبة عمان، 1975.
- ماء لطائر الصدى، عمان، مكتبة عمان، 1974.
- أغنية الموسم الواحد، عمان، مكتبة عمان، 1974.

### قصة
- التاجر والعصفور: قصة للصغار ويمكن أن يقرأها الكبار، عمان، شقير وعكشة، 1985.

### رواية
- هاملت الجديد (تحت الطبع)
- وداعاً جنيف، بيروت، مؤسسة الانتشار العربي، 2003

### تلفزيون
- عمان بين الأمس واليوم (Amman Past and Present) (برنامج من حلقات)، إعداد فواز طوقان، إخراج عناد الكردي، إنتاج التلفزيون الأردني، 1980-1981.

برنامج يوثق تحول عمان من قرية إلى مدينة من خلال ذكريات الناس الذين شهدوه. من الموضوعات التي تم طرحها: عمان مدينة المياه، التجارة، البناء، الناس، التشكيل العالمي، أسماء عمان، سكة حديد الحجاز ومحطة عمان، الجرائد والصحافة، التعليم.
- الأردن في التاريخ الإسلامي (Jordan in Islamic History) (برنامج من حلقات)، إعداد وتقديم فواز طوقان، إخراج عناد الكردي، إنتاج التلفزيون الأردني، 1982-1983.

برنامج وثائقي ثقافي عن المواقع التاريخية في الأردن. من الموضوعات التي تم طرحها: مقامات ومزارات الصحابة الذين استشهدوا في الأردن، كهف أهل الكهف، القصور الصحراوية الأموية، معركة اليرموك، الثورة العباسية.
- القدس مدينة عربية، التعليق باللغة العربية لفواز طوقان، إخراج عناد الكردي، إنتاج وزارة الأوقاف، 1979.

تم عرض الفلم في مؤتمر الأديان في لندن عام 1980.
- شرق الوحدات (فلم وثائقي)، إعداد وتقديم فواز طوقان، إخراج عناد الكردي، برنامج التطوير الحضري التابع لأمانة عمان.

يعرض الفلم الأحوال الاجتماعية للاجئين الفلسطينيين في الأردن والجهود التي يبذلها برنامج التطوير الحضري لتحسين معيشتهم مع الحفاظ على حقهم في العودة.
- اليوبيل (فلم 50 دقيقة)، إعداد فواز طوقان، إخراج عناد الكردي، إنتاج التلفزيون الأردني، 1984.

فلم بمناسبة اليوبيل الفضي لجلوس الملك الحسين بن طلال على عرش المملكة وهو يوثق تاريخ الأردن منذ كان الملك الحسين يرافق جده الملك عبد الله الأول وحتى تاريخه من خلال سرد تفصيل حياة الملك الحسين.
- الاستعمار الصهيوني في فلسطين (فلم وثائقي)، إعداد وتقديم فواز طوقان، إخراج عناد الكردي، 1979.

كان هذا الفلم نواة للكتاب الذي نشره د. فواز طوقان عن نفس الموضوع عام 1986.
وقد انتقدت الجيروسالم بوست (Jerusalem Post) هذا الفلم دون تفنيد للحقائق التاريخية واتهمته أنه معاد للصهيونية. ومن الجدير بالذكر أن الفلم عرض ضمن فعاليات مهرجان أفلام فلسطين في بغداد وفاز بجائزة.

## عائلته
د. فواز طوقان متزوج وله 5 بنات و3 أولاد وهم بالترتيب: كريمة ويمن وغنوة والفضيل ودنيازاد والمثنى وفوز ومصطفى.